# أبلق مقلنس
أبلق أبو طاقية أو أبلق مقلنس ويسمى أيضا  فقاقة زيانية  (الاسم العلمي: Oenanthe monacha) (بالإنجليزية: Hooded Wheatear)‏ هو نوع من الطيور يتبع جنس الأبلق من الفصيلة صائدات الذباب، الفقاقة: سميت بهذا الاسم لامتداد رجليها حيث تقوم بفرك صدرها في التراب ولحسن منظرها وزينتها سميت بالزيانية. وهو طائر مهاجر شتوي نادر يعبر في الربيع والصيف حيث أن حالة هذه الطيور غير واضحة ولكن يحتمل أن يكون مقيماً، يألف المناطق الصحراوية بين الشجيرات المتفرقة، والوديان قليلة الكساء النباتي، والمسطحات الحصوية، والحزوم، والمناطق الصخرية، والمنحدرات الحجرية.

## المشخصات
يصل طوله إلى 17 سم تقريباً، لون ريش الذكر أسود يمتد من المنقار مرور بالعينين إلى الزور والصدر والسطح الظهري والأجنحة، الذيل أبيض اللون يتوسطه ريش أسود اللون مع حواف نهاية الذيل.
أما  الأنثى  فيغطيها اللون البني الرملي السطح الظهري، ولون الأجنحة بني داكن وكذلك وسط ريش الذيل، ويغطي اللون البرتقالي المصفّر وسط مقدمة الذيل، ويغطي اللون البرتقالي المصفّر الفاتح السطح البطني.
تضع الأنثى من 5 _ 6 بيضات في شقوق الصخرية وفي حفر في الأرض.

## التغذية
يتغذى على الحشرات وبذور النباتات الصحراوية.

## انظر ايضاً
- قائمة طيور مصر
- تطور الطيور